# Stites
Stites és una ciutat dels Estats Units a l'estat d'Idaho. Segons el cens del 2000 tenia 226 habitants.

## Demografia
Segons el cens del 2000, Stites tenia 226 habitants, 101 habitatges, i 58 famílies. La densitat de població era de 872,6 habitants/km².
Dels 101 habitatges en un 24,8% hi vivien nens de menys de 18 anys, en un 44,6% hi vivien parelles casades, en un 9,9% dones solteres, i en un 41,6% no eren unitats familiars. En el 34,7% dels habitatges hi vivien persones soles el 18,8% de les quals corresponia a persones de 65 anys o més que vivien soles. El nombre mitjà de persones vivint en cada habitatge era de 2,24 i el nombre mitjà de persones que vivien en cada família era de 2,88.
Per edats la població es repartia de la següent manera: un 22,1% tenia menys de 18 anys, un 11,9% entre 18 i 24, un 21,2% entre 25 i 44, un 27,4% de 45 a 60 i un 17,3% 65 anys o més.
L'edat mediana era de 42 anys. Per cada 100 dones de 18 o més anys hi havia 100 homes.
La renda mediana per habitatge era de 22.386 $ i la renda mediana per família de 30.000 $. Els homes tenien una renda mediana de 35.625 $ mentre que les dones 13.750 $. La renda per capita de la població era de 10.933 $. Aproximadament el 16,2% de les famílies i el 17,8% de la població estaven per davall del llindar de pobresa.

## Poblacions més properes
El següent diagrama mostra les poblacions més properes.